# لی آیلسا
لی آیلسا (انگلیسی: Lee Ailesa؛ زادهٔ ) یک بازیکن تنیس روی میز اهل کره جنوبی است. 
وی در مسابقات کشوری و بین‌المللی در مجموع برنده ۱ مدال طلا، ۲ مدال نقره شده‌است.